# Naktuka
Naktuka (deutsch abgetrennter Kopf) ist ein osttimoresisches Dorf. Das 1069 Hektar große Gebiet westlich des Flusses Noel Besi, um Naktuka, wird auch das Citrana-Dreieck genannt, benannt nach dem östlich gelegenen Ort Citrana. Seine Zugehörigkeit ist zwischen Osttimor und Indonesien umstritten.

## Geographie

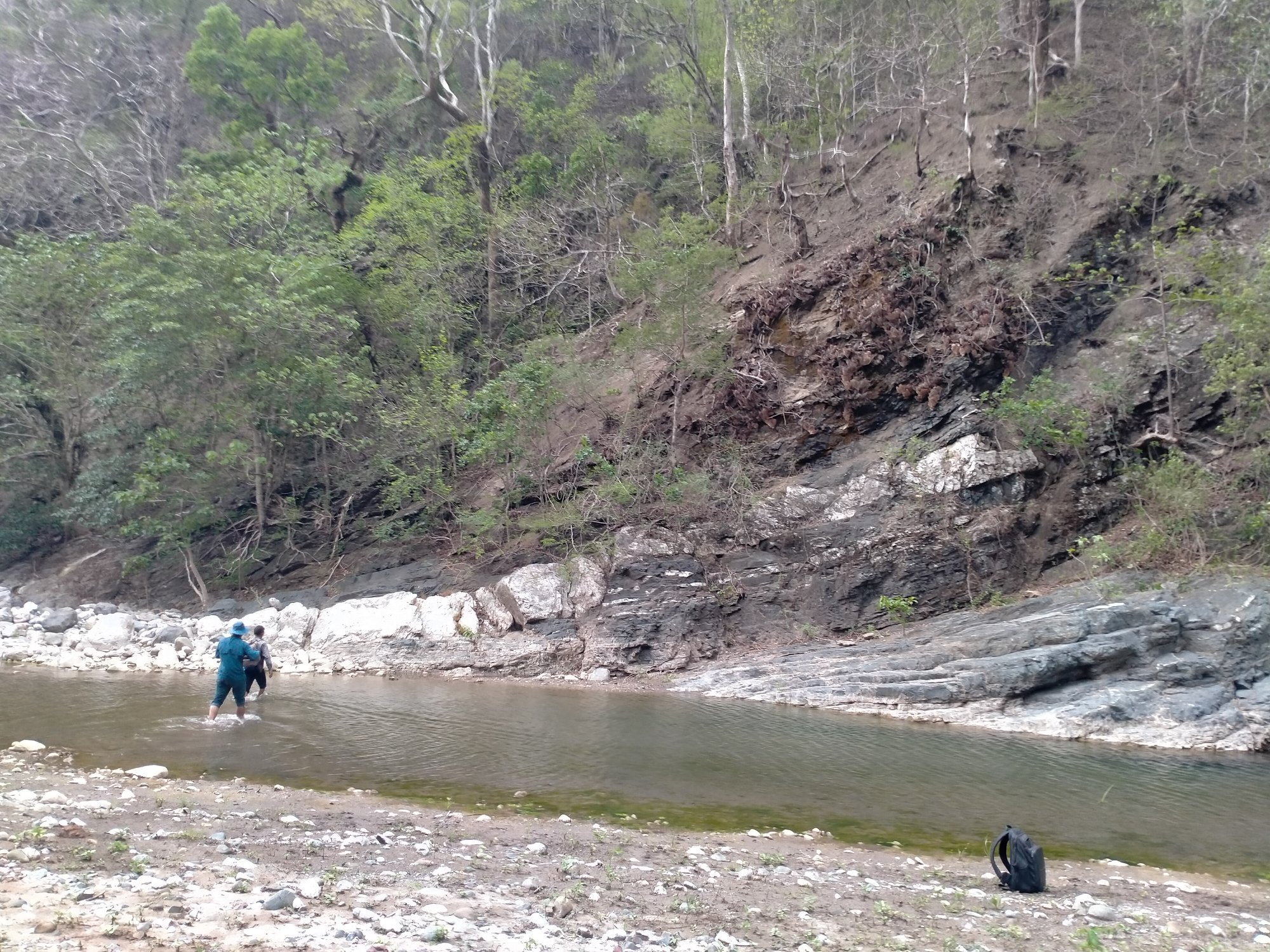
Der Noel Besi südlich von Citrana

Das Dorf Naktuka liegt westlich des Noel Besis, nahe dessen Mündung in die Sawusee. Die Westseite des Dreiecks verläuft entlang eines Grabens, dem Nono Tuinan, der vom Noel Besi abzweigt. Osttimor beruft sich auf den Vertrag zwischen den Niederlanden und Portugal von 1904 und dem Spruch des Ständigen Schiedshof in Den Haag, mit dem 1914 die Grenze zwischen den Kolonialmächten endgültig festgelegt wurde. Diese blieb auch bestehen, als Indonesien unabhängig wurde und 1976 Osttimor als Provinz Timor Timur annektierte. 1999 musste Indonesien abziehen und Osttimor wurde offiziell von den Vereinten Nationen 2002 in die Unabhängigkeit entlassen. Die Grenze zwischen Indonesien und Osttimor wurde gemäß dem Grundsatz „Uti possidetis“ nicht geändert, aber Indonesien erkannte die bestehende Grenzziehung in einigen Gebieten nicht an. Aus Sicht Indonesiens bildet der Noel Besi auch an seiner Mündung die Grenze zwischen dem indonesischen Westtimor und der osttimoresischen Exklave Oe-Cusse Ambeno.
Die unterschiedliche Auslegung des Vertrages von 1904 rührt von der Beschreibung der Grenze her:

“From the mouth of the Noel Besi, from where the summit of Pulu (island) Batek can be sighted, on a 30°47' NW astronomical azimuth, following the thalweg of the Noel Besi, that of the Noel Niema and of the Bidjael Sunan.”

„Von der Mündung des Noel Besi, von der aus der Gipfel des Pulu (Insel) Batek zu sehen ist, auf einem astronomischen Azimut von 30°47' NW, dem Thalweg des Noel Besi folgend, dem des Noel Niema und dem des Bidjael Sunan.“

Der Noel Besi mündet heutzutage östlich von Naktuka. Die Linie von der Insel Fatu Sinai (Pulau Batek) endet aber am Nono Tuinan, der ein alter Flussarm des Noel Besi ist. Osttimor sieht Naktuka als Teil seiner Aldeia Manan (Sucos Beneufe, Verwaltungsamt Nitibe, Sonderverwaltungsregion Oe-Cusse Ambeno). Die etwa 60 Familien, die im Dorf leben, sind osttimoresische Staatsbürger. Indonesien nennt die Siedlung „illegal“. Die Einwohner des westlich gelegenen indonesischen Dorfes Oepoli beanspruchen das Gebiet für sich. Indonesien erhebt zudem Ansprüche aufgrund der angeblichen Zugehörigkeit des Gebietes zum historischen Reich Amfo'an, dass auf der niederländischen Seite liegt. Osttimor sieht das Gebiet als historischer Teil Ambenos, das zu Portugal gehörte.
Das Citrana-Dreieck besteht hauptsächlich aus Reisfeldern und Wald, der dem traditionellen Herrscher (usif) von Oe-Cusse gehört.

## Einwohner und Kultur
2014 lebten in Naktuka 52 Familien mit 217 Mitgliedern. Sie sprechen als Muttersprache Baikeno, ein Dialekt des Uab Meto, vermischt mit Bahasa Indonesia.
Der Wald Naktukas ist einmal jährlich Ort einer Zusammenkunft des Usit von Oe-Cusses und seiner Untertanen. Es gilt als heiliges Land (pah le'u). Das königlichen Fest wird „‘seu puah“ genannt, „die gemeinsame Betelnussernte.“

## Geschichte

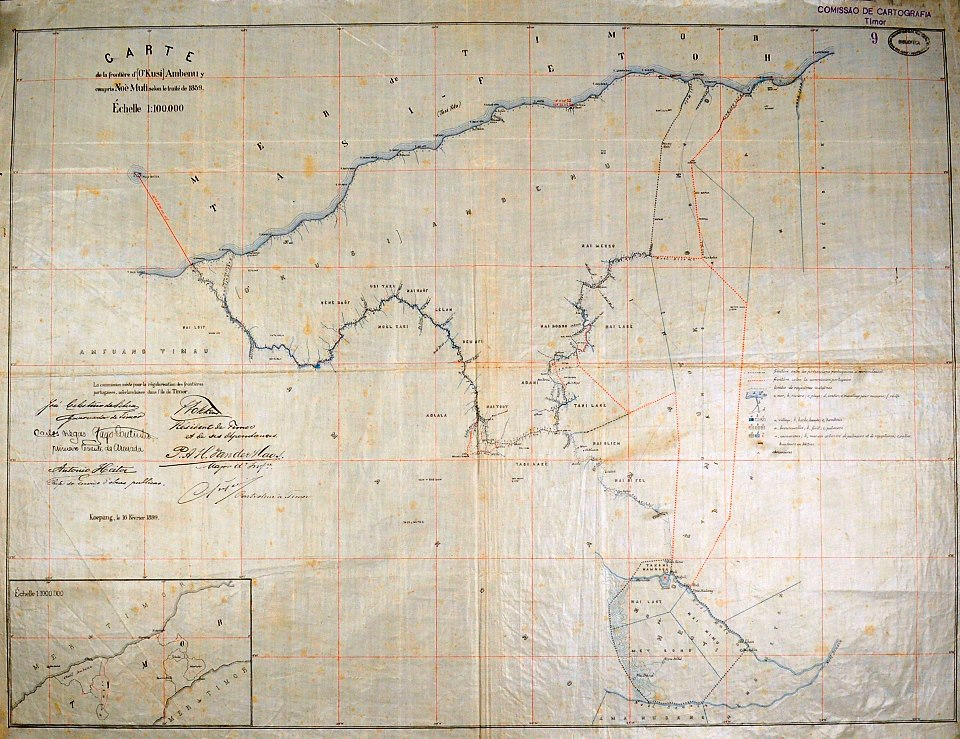
Auf der Karte von 1859, nach der sich Portugal und die Niederlande über die Grenzziehung einigten, gehörte Naktuka zu Portugal. Darauf begründet sich der Anspruch Osttimors auf das Gebiet.

Im September 2009 fuhr eine Gruppe von indonesischen Soldaten in das osttimoresische Naktuka und begann Fotos von neu errichteten Gebäuden zu machen; sie wurden von den Einwohnern umgehend über die Grenze zurückgedrängt. Am 26. Mai 2010 drangen 28 bewaffnete Soldaten der Streitkräfte Indonesiens in Beneufe ein und setzten in Naktuka ihre Flagge, einen Kilometer von der Grenze entfernt. Am 29. Mai 2010 zerstörten sie die beiden Häuser zweier sozialer Einrichtungen im Suco. Am 24. Juni drang erneut eine bewaffnete Einheit der indonesischen Armee einen Kilometer in das Gebiet von Naktuka ein, zog sich aber zurück, als sie auf eine Einheit der osttimoresischen Grenzpolizei traf. Einwohner sehen einen Zusammenhang mit der unklaren Grenzziehung zwischen den Ländern. Dies war der schwerste Vorfall zwischen den beiden Ländern seit der Unabhängigkeit Osttimors 2002. Am 4. März 2011 verletzten indonesische Soldaten erneut die Grenze und vertrieben Einwohner vom umstrittenen Landstreifen. Am 28. Oktober 2011 schossen indonesische Soldaten auf Osttimoresen, die die Grenze illegal mit einem Wagen überquert hatten. Ende 2012 wurde der Lian Nain Fisen Falo in Naktuka ermordet aufgefunden. Laut Pressemeldungen wurde er bei der Feldarbeit von Fremden entführt und zu Tode gefoltert. Auch einige Häuser sollen von Unbekannten niedergebrannt worden sein. In Gerüchten verdächtigte man indonesische Soldaten. Der Staatssekretär für Sicherheit Francisco da Costa Guterres entsandte ein Untersuchungsteam. Die Grenze wurde in dem Gebiet vorerst geschlossen.

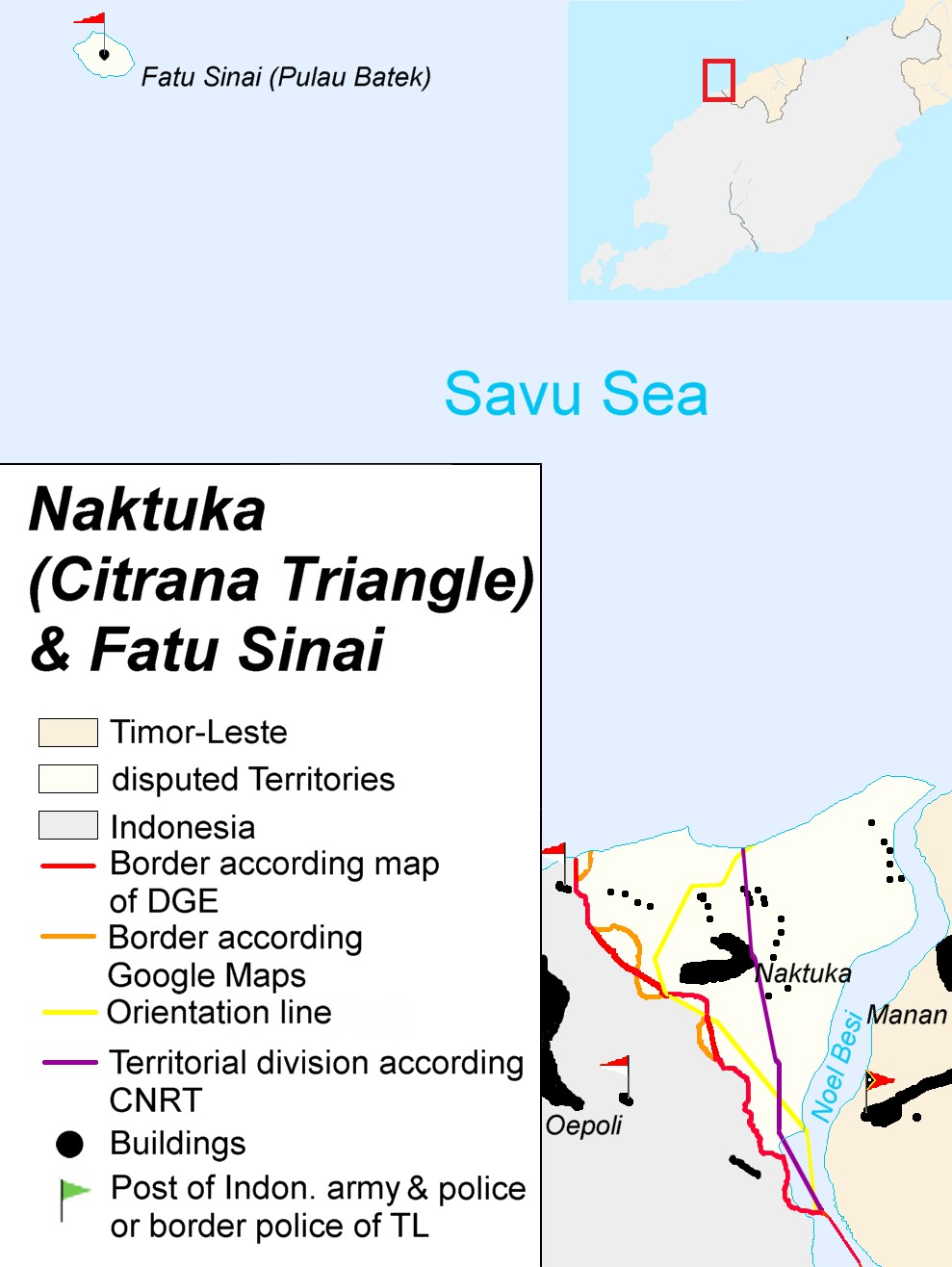
Naktuka und Fatu Sinai mit den verschiedenen Grenzlinien

2023 beendete ein gemeinsames technisches Team unter den Chefunterhändlern Roberto Soares (Osttimor) und Abdul Kadir Jailani (Indonesien) die Demarkation der Landgrenze. Zuletzt wurde der Grenzverlauf im Citrana-Dreieck zwischen dem 20. und 27. November mit Metallrohren festgelegt, die in den Boden gesteckt wurden. Am 24. Januar 2024 forderte FONGTIL, die Dachorganisation der Nichtregierungsorganisationen Osttimors, die für den 26. Januar geplante Unterzeichnung des Grenzvertrages zu verschieben, beziehungsweise rief das Nationalparlament auf, den Vertrag nicht zu ratifizieren. Man empfahl, dass eine neue Kommission gebildet wird, die die Übereinstimmung der Vereinbarungen mit der Entscheidung des Internationalen Schiedsgerichts von 1914 zu prüfen. Die 76 Metallrohre mit der neuen Grenzziehung im Citrana-Dreieck schnitt Agrarflächen mit 270 Hektar rund um das Dorf Naktuka ab, die seit Jahrzehnten von dessen Einwohnern bestellt wurden und schlug sie Indonesien zu. Die lokale Bevölkerung sei nicht in die Festlegung der Grenze mit einbezogen worden. Die Einwohner von Naktuka erklärten, das Territorium sei in der Kolonialzeit Teil Portugals gewesen und hätte während der indonesischen Besatzung zu Timor Timur gehört Indonesische Medien behaupten dagegen, Osttimoresen hätten das Gebiet 1999 illegal „besetzt“. Indonesische Beamte der Provinz Nusa Tenggara Timur bestätigten später die Angaben der Osttimoresen. FONGTIL befürchtete daher auch eine Verschärfung des Konflikts zwischen Naktuka und dem indonesischen Nachbardorf Oepoli (Regierungsbezirk Kupang). Die Opposition im Parlament nahm sofort die Kritik an der Regierung von Xanana Gusmão auf, der seit 2023 wieder Premierminister Osttimors ist. Osttimors Präsident José Ramos-Horta erklärte, dass es „immer noch Gründe“ gebe, die Diskussion über die Landgrenze mit Indonesien fortzusetzen, und äußerte sich „optimistisch im Hinblick auf eine gemeinsame Lösung“. Er vertraue dem Verhandlungsteam unter der Leitung des Premierministers.
Die Unterzeichnung des Grenzvertrages fand nach der Kritik nicht während des Besuches von Xanana Gusmão in Jakarta statt. Gusmão erklärte am 26. Januar, er habe bisher noch keine Entscheidung über den Sachverhalt getroffen und werde in den nächsten Tagen nach Oe-Cusse Ambeno reisen, um sich selbst ein Bild zu machen und mit den Leuten zu reden. In einer in Facebook am 31. Januar veröffentlichten Stellungnahme seiner Partei, dem CNRT, wurde erklärt, dass der Schiedsspruch zwischen den Niederlanden und Portugal zwar tatsächlich Naktuka vollständig Portugal zusprach, die historische Grenze zwischen den Reichen von Amfo'an (auf der niederländischen Seite) und Ambeno (auf der portugiesischen) sei aber der Fluss Noel Besi, so dass Naktuka gänzlich Indonesien gehören müsse. Die Unterhändler seien deswegen zu dem Schluss gekommen, Naktuka in zwei Hälften zu teilen, um einen Kompromiss zu finden, obwohl sich Amfo'an damit auch nicht zufrieden zeigte. Trotz der geschlossenen Vereinbarung habe man aber die Unterzeichnung des Grenzvertrages nun für weitere Verhandlungen verschoben. Der Stellungnahme angehängt, war ein Satellitenbild, auf dem Naktuka sogar in der Mitte halbiert wird, mit der Siedlung auf der indonesischen Seite und ein Blatt aus indonesischen Quellen, die deren Anspruch begründen.
Am 1. Februar besuchte Xanana Gusmão das Dorf Naktuka. Gusmão erklärte, er habe 2014, in seiner letzten Amtszeit als Premierminister, Indonesien versprochen, dass indonesische Bauern, die in Naktuka Land bewirtschaften, nicht vertrieben werden. Dem hätten damals die Bewohner Naktukas zugestimmt. Ein osttimoresischer Beamter des Landwirtschaftsministeriums der seit 1996 in Naktuka arbeitet, erklärte aber, er hätte dort noch nie Indonesier Landwirtschaft betreiben gesehen. Gusmão und Unterhändler Roberto Soares erklärten, dass die gesetzten Rohre keine neue Grenzlinie darstellen, sondern Orientierungspunkte für die Verhandlungen markieren. Die existierenden Grenzpunkte aus der Kolonialzeit würden die Grenzziehung zugunsten Osttimors unterstützen. Für Juni 2025 sind erneute Verhandlungen von Gusmão in Jakarta angekündigt.

## Infrastruktur und Wirtschaft
Die Straße von Naktuka zum vier Kilometer entfernten osttimoresischen Dorf Citrana ist nicht ausgebaut. Über den Noel Bessi führt keine Brücke. Ein Anschluss an das Stromnetz sowie Schulen oder eine medizinische Einrichtung fehlen. Die meisten Gebäude sind Hütten aus Bambus und Palmwedel.
Die Einwohner Naktukas leben von der Landwirtschaft. In Überschwemmungsgebieten wird auf 96,7 Hektar Reis angebaut. Die Jahresproduktion des als sehr fruchtbar geltenden Landes entspricht etwa 3,7 bis 4 Tonnen Reis pro Hektar und dient vor allem zur Selbstversorgung. Überschüsse werden in Oe-Cusse Ambeno verkauft. Neben den Einwohnern Naktukas selbst leben auch andere Einwohner des Sucos Beneufe von den Anbaugebieten, so dass insgesamt mehr als 270 Familien mit 1574 Personen dieses Land nutzen. 29 Familien mit 144 Personen haben zudem auf 29 Hektar Gemüsegärten angelegt. Außerdem wird Viehzucht betrieben.